# Oliver Kessler
Oliver Kessler (* 16. Oktober 1973 in Karlsruhe; eigentlich Oliver Alexander Edler von Hayek-Keßler) ist ein deutscher Staatswissenschaftler und Hochschullehrer.

## Leben
Nach dem Abitur begann Kessler 1994 ein Studium der Volkswirtschaftslehre und Politikwissenschaften an der Universität München, das er 1999 als Diplom-Volkswirt abschloss. Schon während des Studiums betätigt sich Kessler bei Friedrich Kratochwil. Es folgte ein Master of Arts in Internationale Politische Ökonomie an der University of Warwick im Vereinigten Königreich, welchen er 2000 abschloss. Er kehrt anschließend zurück nach München, wo er mit einem Begabtenstipendium des Freistaats Bayern seine Promotion begann, die er 2004 als Ph.D. abschloss. Während seiner Promotion verbrachte er ein paar Monate an der Harvard Kennedy School bzw. der Harvard Law School und von 2002 bis 2003 am Castrén Institute for International Law an der Universität Helsinki. Nach der erfolgreichen Promotion wechselt Kessler als Post-Doktorand an das Institut für Weltgesellschaft der Universität Bielefeld, bevor er 2005 eine Stellung als Akademischer Rat für Internationale Beziehungen an der Universität bekam. Dort wurde er 2009 mit einer Arbeit zu International Relations and the Problem of World Society habilitiert.
Ab 2008 folgten verschiedene Vertretungsprofessuren, so 2008/2009 in Bielefeld für politische Soziologie, 2009/2010 an der Universität München für Internationale Politische Theorie und 2010/2011 an der Universität Erfurt für Internationale Beziehungen. Im Wintersemester 2011/2012 folgte Kessler einem Ruf an die Reichsuniversität Groningen in die Niederlande auf die Professur für History and Theory of International Relations, im Sommersemester 2012 einem Ruf an die Staatswissenschaftliche Fakultät der Universität Erfurt auf den Lehrstuhl für Internationale Beziehungen. Dort wurde unter anderem in Verbindung mit seinem Lehrstuhl 2014 ein Bachelor-Studiengang für Internationale Beziehungen eingerichtet. Außerdem war er bis 2023 Prodekan für Internationalisierung und Weiterbildung sowie international scholar an der Kyung-Hee-Universität in Südkorea.
Kessler wurde 2022 Chefredakteur des European Journal of International Relations.
Kessler ist mit Sophie von Hayek verheiratet.
Forschungsschwerpunkt sind die Internationalen Beziehungen, im Besonderen die Internationale Politische Ökonomie.

## Publikationen (Auswahl)
- mit Brent J. Steele und Harry Gould (Hrsg.): Tactical Constructivism, Method, and International Relations, Routledge, London 2018/2019, ISBN 978-1-138-08976-1.
- Kessler ist Herausgeber der Reihe Die Internationale Politische Ökonomie, zu der z. B. folgende Titel gehören:
  - Die Internationale Politische Ökonomie der Weltfinanzkrise, VS Verlag für Sozialwissenschaften, 2011, ISBN 978-3-531-16535-6.
  - Die Internationale Politische Ökonomie des Risikos: Eine Analyse am Beispiel der Diskussion um die Reformierung der Finanzmärkte, VS Verlag für Sozialwissenschaften, 2008, ISBN 978-3-531-15490-9.
- SME Policy in Europe and the Political Economy of Risk (mit Charles Dannreuther) London, Routledge, 2010.